# Balte
Balte je naseljeno mjesto u sastavu općine Čelinac, Republika Srpska, BiH.

## Stanovništvo
| Balte              |              |
| godina popisa      | 1991.        |
| Srbi               | 234 (99,15%) |
| Hrvati             | 0            |
| Muslimani          | 0            |
| Jugoslaveni        | 1 (0,42%)    |
| ostali i nepoznato | 1 (0,42%)    |
| ukupno             | 236          |